# فرودگاه دسا
فرودگاه دسا (به انگلیسی: Deesa Airport) یک فرودگاه همگانی است که یک باند فرود آسفالت دارد. این فرودگاه در کشور هند قرار دارد و در ارتفاع ۱۴۸ متری از سطح دریا واقع شده‌است.